# Pelegrina flavipes
Pelegrina flavipes là một loài nhện trong họ Salticidae.
Loài này thuộc chi Pelegrina. Pelegrina flavipes được Elizabeth Maria Gifford Peckham & George William Peckham miêu tả năm 1888.